# 瀬戸勇次郎
瀬戸 勇次郎（せと ゆうじろう、2000年1月27日 - ）は、福岡県糸島市出身の日本の柔道家。

## 人物
弱視で色覚障害を有しており、視力は右が0.07、左が0.05だという。4歳の時に兄に誘われて柔道を始めた。小学校の高学年以降はそれほど活躍できなかったものの、めげずに柔道を続けた。修猷館高校へ入学後、3年の時には金鷲旗に出場すると、強豪の東海大相模高校の選手に敗れはしたものの、技ありを取る健闘を見せた。柔道は高校で止めるつもりだったが、これがきっかけで関係者に注目されるようになり、競技を続けることになった。その後、全日本視覚障害者柔道大会の66kg級に出場してパラリンピックで3連覇を果たした藤本聰と対戦するが、組み合った状態から始まる独特のルールに面食らい、一本背負投で敗れた。2018年に福岡教育大学へ進学すると、1年の時には全日本視覚障害者柔道大会の決勝で藤本を横四方固で破って優勝した。2年の時には東京国際視覚障害者柔道選手権大会で優勝すると、全日本視覚障害者柔道大会で2連覇した。4年の時には藤本との代表争いに競い勝って、日本武道館で開催された東京パラリンピックに出場すると、準々決勝で敗れるも、その後の3位決定戦で内股すかしにより逆転勝ちして銅メダルを獲得した。2023年1月より福岡県糸島市の九星飲料工業に入社。2024年9月のパリパラリンピックでは73㎏級で金メダルを獲得した。同年、紫綬褒章受章。